# Kangaroo?
Kangaroo? — второй совместный студийный альбом американской экспериментальной рок-группы Red Crayola (позже известной как Red Krayola) и концептуальной арт-группы Art & Language, выпущенный в 1981 году на лейбле Rough Trade Records. В 1995 году он был переиздан на CD на лейбле Drag City.

## Отзывы критиков
| Оценки критиков                   | Оценки критиков |
| Источник                          | Оценка          |
| --------------------------------- | --------------- |
| AllMusic                          | [ 1 ]           |
| Robert Christgau                  | A−              |
| The Encyclopedia of Popular Music | [ 7 ]           |
| Spin Alternative Record Guide     | 7/10            |

Rough Guide to Rock написал, что альбом содержит «причудливые, ветхие песни». Spin Alternative Record Guide назвал его «интересным, но… каким-то хрупким и слишком интеллектуальным для его же блага».
В AllMusic отметили, что «Группа The Red Krayola (иногда пишется Crayola) под руководством техасского чудака Майо Томпсона существует с 1960-х годов, когда их причудливое, поврежденное искусством звучание выделялось из толпы цветочных пауэров. Томпсон переехал в Англию в конце 70-х, нашел своих духовных родственников среди более авантюрной части пост-панк сцены и возродил группу. KANGAROO? (1981) стал второй работой Red Krayola Mk II, в которой приняли участие участники Raincoats, Essential Logic и Swell Maps (не считая арт-рокеров Pere Ubu, в которых Томпсон недолго играл). Ветеран-фрик Майо гордо реет под своим флагом, поддерживаемый своими молодыми коллегами, а угловатые осколки авант-джаза, пост-панка и арт-рока обрамляют тексты о Джексоне Поллоке, Владимире Ленине и Леоне Троцком, создавая совершенно целенаправленное ощущение смещения».

## Список композиций
Слова и музыка всех песен — Art & Language и Mayo Thompson.
| №  | Название                                                           | Длительность |
| -- | ------------------------------------------------------------------ | ------------ |
| 1. | «Kangaroo?»                                                        | 1:35         |
| 2. | «Portrait of V. I. Lenin in the Style of Jackson Pollock, Part I»  | 2:55         |
| 3. | «Portrait of V. I. Lenin in the Style of Jackson Pollock, Part II» | 4:47         |
| 4. | «Marches No's 23, 24, 25»                                          | 2:28         |
| 5. | «Born to Win (Transactional Analysis With Gestalt Experiments)»    | 1:21         |
| 6. | «Keep All Your Friends»                                            | 2:11         |
| 7. | «The Milkmaid»                                                     | 1:57         |
| 8. | «The Principles of Party Organisation»                             | 2:38         |

| №  | Название                 | Длительность |
| -- | ------------------------ | ------------ |
| 1. | «Prisoner's Model»       | 1:56         |
| 2. | «The Mistake of Trotsky» | 3:14         |
| 3. | «1917»                   | 1:15         |
| 4. | «The Tractor Driver»     | 2:36         |
| 5. | «Plekhanov»              | 3:13         |
| 6. | «An Old Man's Dream»     | 2:27         |
| 7. | «If She Loves You»       | 4:29         |

## Участники записи
- Epic Soundtracks — инструменты, продюсирование
- Gina Birch — инструменты
- Лора Лоджик — инструменты, продюсирование
- Майо Томпсон — инструменты, продюсирование
- Adam Kidron — продюсирование
- другие